# Islam au Kenya

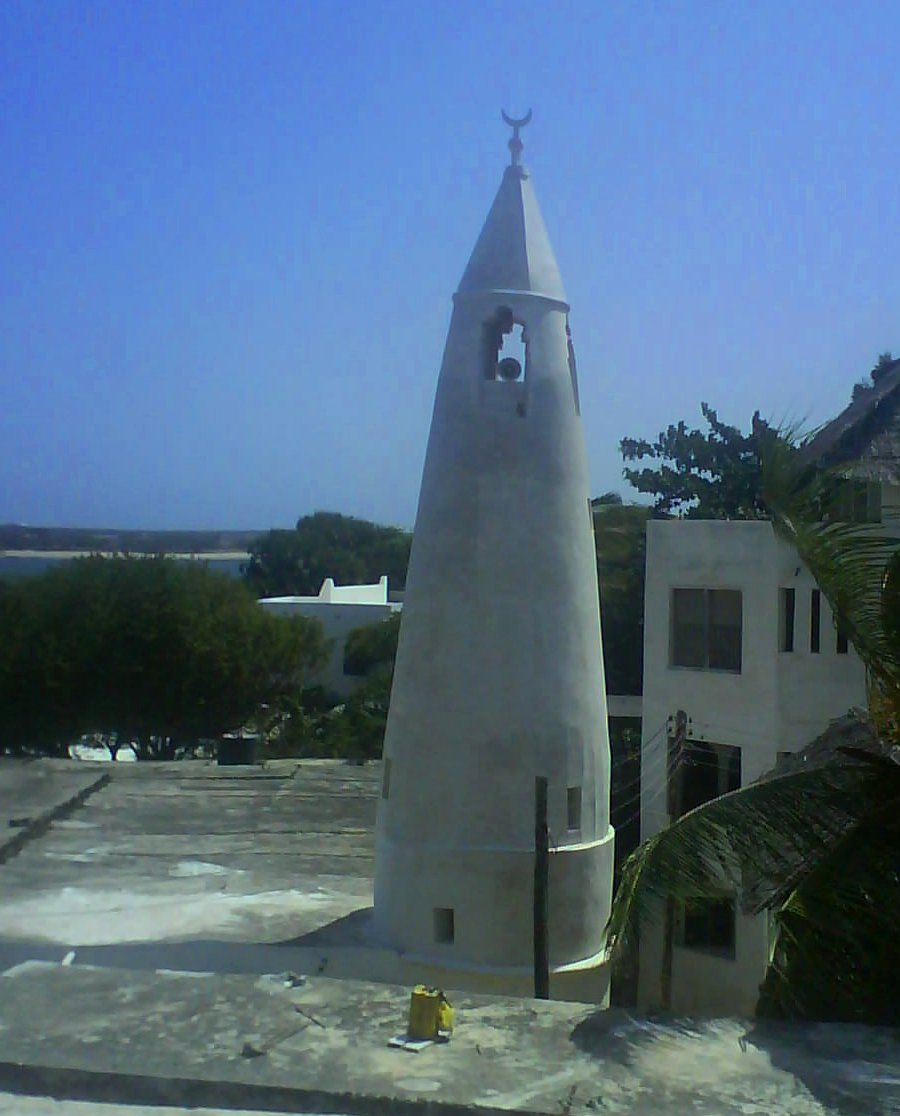
Mosquée du vendredi, à Shela, sur l'île de Lamu

L’islam est une religion minoritaire au Kenya, où elle constitue 11,1 % de la population, soit 4,3 millions de personnes. Les musulmans sont tout de même majoritaires sur la côte. La capitale Nairobi compte plusieurs mosquées.
Bien que la majorité des musulmans kényans soient sunnites, avec 73 % environ de la population musulmane, il existe aussi des musulmans chiites (8 % de la population musulmane) et ahmadis (4 % de la population musulmane). Les autres musulmans ne s'incluent pas dans un courant particulier. Les chiites sont des ismaéliens, notamment des Dawoodi Bohra, qui descendent des marchands de l’océan Indien venant d’Inde ou du Moyen-Orient, ou bien ont été influencés par eux.

## Histoire

### Arrivée de l’islam sur le territoire du Kenya
Les premiers marchands musulmans arrivèrent sur la côte est-africaine vers le VIIIe siècle. Plusieurs facteurs ont contribué à renforcer à l’époque le commerce entre l’Afrique de l'Est et le golfe Persique : son essor a été sans doute causé par les tensions qui ont entouré la succession de Mahomet à la tête de l’Oumma. L'archéologie atteste une présence musulmane sur l’île de Manda, dans l’archipel de Lamu, vers 830.
Au XIVe siècle, l'explorateur marocain Ibn Battûta visita une grande partie du monde musulman. Il put constater une forte présence sur la côte est-africaine en 1331. Au sujet des musulmans locaux, il écrit : « les habitants sont pieux, honorables, droits, et ont des mosquées en bois ». Un siècle plus tard, le voyageur musulman chinois Zheng He signala les progrès des musulmans de la côte kényane à Malindi. Après leur arrivée par la mer, les musulmans s'établirent le long des côtes et développèrent le commerce. Des mariages exogames eurent lieu entre les commerçants, originaires du Chiraz et la population locale bantoue, ce qui donna naissance au peuple swahili, majoritairement musulmanLe langage swahili est structurellement bantou, mais avec de nombreux emprunts à l'arabe. Les marchands musulmans qui arrivèrent cherchaient plus à développer le commerce que l'islam. L'arrivée des Portugais au XVe siècle mit un coup d'arrêt à un lent progrès. Par ailleurs, les nombreux conflits tribaux suscitaient des efforts de pacification qui se faisaient parfois au détriment des efforts d'islamisation.
Au début, l'islam s'est étendu par assimilation d'individus à la culture arabe musulmane des commerçants venus du golfe Persique. Malgré les contacts avec les indigènes, l'islam ne s'incultura pas dans les communautés locales bantoues. L'islam s'accrut néanmoins par absorption d'individus dans ces nouvelles communautés afro-arabiques. De ce fait, on parle plus de swahilisation que d'islamisation de ces territoires est-africains. La majorité des communautés de l'intérieur du pays opposa une forte résistance à l'islam. Cette opposition est le résultat des conversions d'individus, qui quittaient alors les coutumes tribales et le mode de vie commun. L'islam est-africain est différent de l'islam du reste de l'Afrique, où il s'est intégré avec plus ou moins d'adaptations aux communautés locales. En Afrique de l'Est, il est resté “ étranger ” : les arabes musulmans ont continué à vivre comme s'ils étaient au Moyen-Orient.

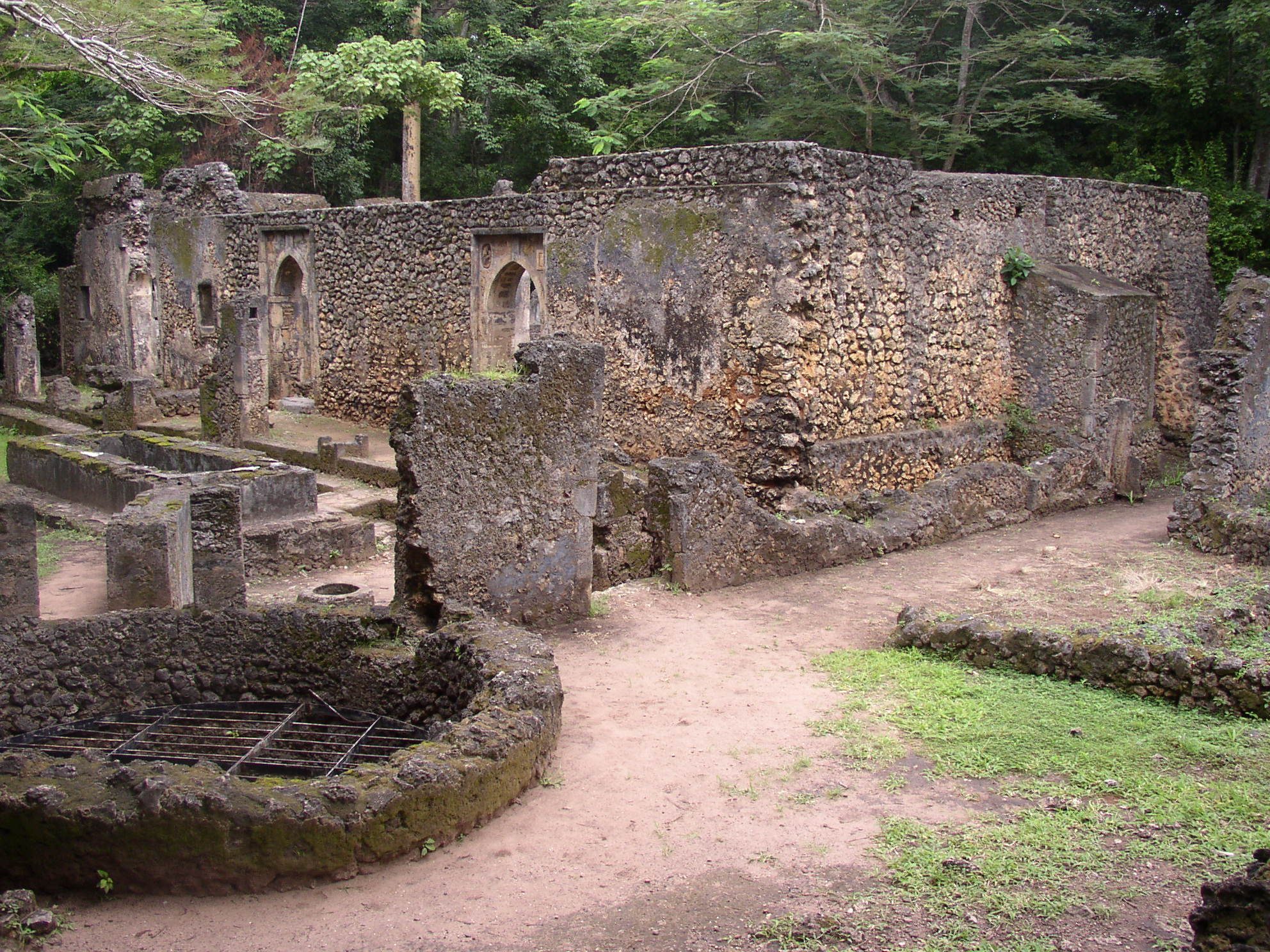
Les ruines de l'ancienne grande mosquée de Gede, sur la côte kényane.

### L'extension à l'intérieur des terres
L'islam est resté pendant de nombreux siècles un phénomène côtier urbain. Son expansion fut ralentie par l'imperméabilité des communautés non swahilies à cette nouvelle religion. Il n'existe pas de cas intermédiaire où certaines institutions ou coutumes islamiques auraient été adoptées seulement. L'extension de l'islam à l'intérieur des terres fut entravée par plusieurs facteurs. Par exemple, la société bantoue est structurée par de nombreuses croyances, et l'incorporation d'un autre système d’institutions l’aurait affectée grandement. Les conditions climatiques difficiles ont pu jouer aussi, de même que les féroces tribus masaïs, dont les lois restreignent le passage sur leur territoire. De même, des facteurs de santé ou la difficulté du mode de transport doivent être envisagés. Les marchands musulmans n'étaient pas les bienvenus dans ces structures sociales. Toute progression de l'islam en a été fortement entravée, au moins jusqu'à l'occupation européenne. D’autres facteurs ont affecté l’islam de l'intérieur, comme les atrocités commises par le trafic d’esclaves. Par ailleurs, les communautés bantoues ont des traditions religieuses très cohérentes et unies entre elles, et il fut difficile pour l'islam de les pénétrer. C'est en fait la menace des Européens qui fournit les opportunités à l'islam de s'introduire dans cette culture.
Pourtant, entre 1880 et 1930, de nombreuses tribus des côtes se sont converties à l'islam. L'arrivée d'une seconde vague d'Européens à cette époque amena des fortunes diverses aux musulmans des côtes. Ils durent accepter une domination inconnue auparavant, au prix de la perte de leur fierté et d'accommodements au nouvel occupant. Mais des assistants musulmans déployés dans le pays par les Européens pour aider les centres d'administration coloniale purent apporter une influence musulmane à l'intérieur des terres. En réaction à l'oppression coloniale, l'islam gagna en influence dans les lieux où étaient présents camps militaires, plantations ou centres de gouvernement. Pour les Africains, à ce moment-là, la conception locale du monde vola en éclats, et ils eurent besoin d'autres outils de représentation du monde, plus universels. L'islam introduisit de nouvelles valeurs religieuses avec de nouveaux rites, qui pouvaient être suivis sans difficulté. Bien que la majorité des conversions étaient individuelles, certaines communautés embrassèrent l'islam collectivement : les Digo et les Pokomo, dans la région du fleuve Tana. C'est à partir de ces communautés que l'islam pénétra à l'intérieur des terres. L'islam peut être adopté facilement, puisque cela consiste en l'ajout de nouveaux rites et cérémonies aux pratiques religieuses indigènes. L'identité est redéfinie, et s'exprime par de nouvelles formes d'expression. Le mélange avec des musulmans mène à des conversions. Les convertis retournent chez eux comme musulmans, et non comme étrangers, selon le travail de Lacunza-Balda, père blanc.
Les chefs côtiers n'envoyaient pas en général de missionnaires à l'intérieur des terres, mais parfois les habitants venaient à l'islam en suivant le modèle des musulmans qu'ils côtoyaient. La proximité avec la population locale favorisait les bonnes relations, et partant, les conversions à l'islam. À l'intérieur des terres, les musulmans ne se sont ni intégrés ni mélangés avec les communautés locales. Par contre, les tribus non swahilies se sont mises à faire du commerce à la manière swahilie, avec parfois des conversions. Le swahili était le langage du commerce et de la religion. Les mariages étaient aussi sources de conversion à l'islam.

### Les activités missionnaires organisées
Les missionnaires musulmans étaient essentiellement des Tanganyikais, qui pratiquaient en même temps le commerce, le long des centres urbains d'où partaient des lignes de chemin de fer : Kibwezi, Makindu et Nairobi. Au sein de ce peuple, un cas remarquable est celui de Maalim Mtondo, un Tanganyikais considéré comme le premier missionnaire musulman de Nairobi. À la fin du XIXe siècle, il fut le chef d'un groupe de musulmans, eux aussi missionnaires, qui établirent un village musulman, appelé aujourd'hui Pumwani.

Une petite mosquée fut construite comme point de départ des missions, et il commença à prêcher l'islam. Il vit venir à lui plusieurs Kikuyus et Wakambas, qui devinrent ses disciples. Ces Kikuyus les appelaient wanyahoro (“pacificateurs”). Des indigènes du lieu se convertirent. Après avoir reçu l'enseignement des missionnaires de Maalim Mtondo, ils devenaient les chefs religieux de leur communauté. Parmi eux, Khamis Ngige, tôt converti, devint imam de la mosquée de Pumwani. D'autres prêcheurs se succédèrent entre 1900 et 1920, de sorte que l'islam s'étendit aux alentours : au mont Kenya, à Murang'a, Embu, Meru, Nyeri et Kitui. Mais cet élan missionnaire fut très localisé. Peu d’Africains se convertirent et son retentissement ne put s'inscrire dans la durée.